# Кривенко Микола Дем'янович
Микола Дем'янович Кривенко (нар. 19 листопада 1925, Красногорівка, Мар'їнський район, Сталінська округа, УРСР) — радянський український футболіст та тренер, захисник. Майстер спорту СРСР. Учасник Німецько-радянської війни.

## Кар'єра
Народився 19 листопада 1925 року в Красногорівці. Учасник Німецько-радянської війни. Нагороджений орденами Вітчизняної війни I ступеня (1986), Червоної Зірки (1945) і Слави III ступеня (21.06.1945).
У 1946 році грав за житомирський СКА. У 1951 році став гравцем дубля сталінського «Шахтаря». У 1952 році «Шахтар» посів чотирнадцяте місце в чемпіонаті СРСР і вилетів у Першу лігу. Кривенко зіграв лише в трьох матчах. На попередньому етапі Першої ліги «Шахтар» посів перше місце в своїй групі, а на фінальному етапі став третім. У Кубку СРСР команда дійшла до півфіналу, де поступилася майбутньому переможцю турніру московським «Динамо» з рахунком (0:1). Микола Кривенко став автором автоголу, який забезпечив перемогу столичному клубу. У 1954 році «гірники» стали переможцем Першої ліги і повернулися до вищого дивізіону радянського футболу. По закінченню сезону 1957 року Кривенко було надано звання Майстра спорту СРСР, як виконував норми єдиної Всесоюзної спортивної кваліфікації. Усього за «Шахтар» провів понад сто п'ятдесяти матчів.
З 1962 року по 1964 рік був тренером донецького «Локомотива». Пізніше Кривенко став дитячим тренером, приводив юнацьку команду залізничників у 1975 році до срібних медалей на республіканському турнірі товариства «Локомотив», де команда поступилася футболістам з Дніпропетровська (1:3). У 2002 році тренував команду донецький СДЮШОР-2. Серед його вихованців футболісти Сергій Щербаков та Сергій Овчинников.
Помер 27 жовтня 2002 року в Донецьку. 29 квітня 2013 року в донецькому центральному парку культури й відпочинку відбулося відкриття березової алеї пам'яті, присвяченої 32 футболістам «Шахтаря» — учасникам Німецько-радянської війни. Серед них є й ім'я Миколи Кривенка. 

## Досягнення
«Шахтар» (Сталіно)
- Перша ліга СРСР
  -  Чемпіон (1): 1954
  -  Бронзовий призер (1): 1953

## Особисте життя
Дружина — Галина.

## Статистика
| Сезон | Клуб               | Ліга       | Чемпіонат | Чемпіонат | Кубок | Кубок |
| Сезон | Клуб               | Ліга       | Матчі     | Голи      | Матчі | Голи  |
| ----- | ------------------ | ---------- | --------- | --------- | ----- | ----- |
| 1952  | «Шахтар» (Сталіно) | Вища ліга  | 3         | 0         |       |       |
| 1953  | «Шахтар» (Сталіно) | Перша ліга | 13        | 0         | 4     | 0     |
| 1954  | «Шахтар» (Сталіно) | Перша ліга | 27        | 0         | 5     | 0     |
| 1955  | «Шахтар» (Сталіно) | Вища ліга  | 21        | 0         | 1     | 0     |
| 1956  | «Шахтар» (Сталіно) | Вища ліга  | 20        | 0         |       |       |
| 1957  | «Шахтар» (Сталіно) | Вища ліга  | 22        | 0         | 1     | 0     |
| 1958  | «Шахтар» (Сталіно) | Вища ліга  | 19        | 0         |       |       |
| 1959  | «Шахтар» (Сталіно) | Вища ліга  | 9         | 0         |       |       |
| 1960  | «Шахтар» (Сталіно) | Вища ліга  | 20        | 0         | 1     | 0     |